# I Keep Forgettin'
I Keep Forgettin' is een nummer uit 1982 van de Amerikaanse zanger Michael McDonald. Het is de eerste single van zijn solodebuutalbum If That's What It Takes uit 1982. Het nummer werd op 10 juli van dat jaar op single uitgebracht.
"I Keep Forgettin'" is ingespeeld door gitarist Steve Lukather en drummer Jeff Porcaro, beiden afkomstig uit de band Toto. De baspartij is van Louis Johnson. De plaat
bereikte in thuisland de Verenigde Staten de 4e positie in de Billboard Hot 100, in Canada de 5e positie en in Australië de 64e positie van de hitlijst.
In Nederland werd de plaat destijds regelmatig gedraaid op Hilversum 3, maar bereikte desondanks de Nederlandse Top 40, Nationale Hitparade en de TROS Top 50 niet. Ook in de Europese hitlijst op Hilversum 3, de TROS Europarade, werd géén notering behaald.
Ook in België werden zowel de  Vlaamse Ultratop 50 als de Vlaamse Radio 2 Top 30 niet bereikt.
In het Verenigd Koninkrijk werd de single pas in 1986 uitgebracht na het succes van On My Own, McDonalds duet met Patti Labelle en bereikte toen de 43e positie in de UK Singles Chart.
De eerste live-uitvoeringen waren tijdens de (voorlopige) afscheidsconcerten van de Doobie Brothers.
In 1994 werd het nummer gesampeld door rappers Warren G en Nate Dogg voor hun nummer Regulate, wat een grote hit werd. McDonald werd bij een optreden gevraagd om mee te zingen.